# Righteous Babe Records
Righteous Babe Records (RBR) est un label indépendant dirigé par la chanteuse Ani DiFranco.
En 1990, la chanteuse Ani DiFranco fonde le label afin de pouvoir sortir son premier album en bénéficiant d'une indépendance totale. Elle base l'entreprise dans sa ville natale, Buffalo.
En plus de Ani DiFranco, le label abrite aussi d'autres artistes tels que Arto Lindsay, Andrew Bird ou Utah Phillips. Parallèlement son activité de production musicale, RBR tente d'être une plate-forme d'information alternative afin de relayer les sujets absents des médias grand public.